# 康国 (西辽)
康國（1134年—1143年）是西辽君主辽德宗耶律大石的年號，共計10年。
元代史籍《遼史》並未記載何年改元康國。錢大昕考訂認為丁未年（1127年，錢謂此年是延慶三年）改元康國，至丙辰年（1136年）十一月止，計10年。汪遠孫考訂認為甲寅年（1134年）改元康國，至癸亥年（1143年）止，計10年。近代學者如紀安宗、余大鈞、魏良弢等皆以1134年為改元康國之年。

## 紀年對照表
| 康國 | 元年   | 二年   | 三年   | 四年   | 五年   | 六年   | 七年   | 八年   | 九年   | 十年   |
| ---- | ------ | ------ | ------ | ------ | ------ | ------ | ------ | ------ | ------ | ------ |
| 公元 | 1134年 | 1135年 | 1136年 | 1137年 | 1138年 | 1139年 | 1140年 | 1141年 | 1142年 | 1143年 |
| 干支 | 甲寅   | 乙卯   | 丙辰   | 丁巳   | 戊午   | 己未   | 庚申   | 辛酉   | 壬戌   | 癸亥   |

## 同期存在的其他政权年号
- 中國
  - 紹興（1131年－1162年）：宋—宋高宗趙構之年號
  - 阜昌（1130年－1137年）：南宋時期—劉豫之年號
  - 大聖天王（1133年－1135年）：南宋時期—杨幺之年號
  - 羅平（1141年）：南宋時期—王法恩之年號
  - 天會（1123年－1137年）：金—金太宗吳乞買、金熙宗完颜亶之年號
  - 天眷（1138年－1140年）：金—金熙宗完颜亶之年號
  - 皇統（1141年－1149年）：金—金熙宗完颜亶之年號
  - 正德（1127年－1134年）：西夏—夏崇宗李乾順之年號
  - 大德（1135年－1139年）：西夏—夏崇宗李乾順之年號
  - 大慶（1140年－1143年）：西夏—夏仁宗李仁孝之年號
  - 保天（1129年－1137年）：大理—段正嚴之年號
  - 廣運（1138年至1147年）：大理—段正嚴之年號
- 越南
  - 天彰寶嗣（1133年－1138年）：李朝—李陽煥之年號
  - 紹明（1138年－1140年）：李朝—李天祚之年號
  - 大定（1140年－1162年）：李朝—李天祚之年號
- 日本
  - 長承（1132年－1135年）：崇德天皇之年号
  - 保延（1135年－1141年）：崇德天皇之年号
  - 永治（1141年－1142年）：崇德天皇與近衛天皇之年号
  - 康治（1142年－1144年）：近衛天皇之年号

## 參看
- 中國年號索引
- 其他政权使用的康國年号

## 深入閱讀
- 李崇智. . 北京: 中華書局. 2004年12月. ISBN 7101025129.
- 鄧洪波. . 臺北: 國立臺灣大學東亞經典與文化研究計劃. 2005年3月  [2021-11-28]. ISBN 9789860005189. （原始内容 (pdf)存档于2007-08-25）.
- 紀安宗. . 烏魯木齊: 新疆人民出版社. 1996年8月. ISBN 7228039904.
- 余大鈞.  遼金史論集第1輯. 上海: 上海古籍出版社. 1987年5月. ISSN 11186926.
- 魏良弢. . 銀川: 寧夏人民出版社. 1987年11月. ISBN 7227000443.

| 前一年號： 延慶 | 西辽年号 | 下一年號： 咸清 |